# Валрам фон Велденц
Валрам фон Велденц (на немски: Walram von Veldenz; * пр. 1270; † 27 август 1336) е от 1328/1329 г. до 1336 г. епископ на Шпайер.

## Произход и духовна кариера
Той е вторият син на граф Хайнрих I фон Геролдсек († 1296/1298) и втората му съпруга графиня Агнес фон Велденц († сл. 1277), дъщеря наследничка на граф Герлах V фон Велденц († 1259/1260) и графиня Елизабет фон Цвайбрюкен († 1258/1259), роднина на епископ Конрад II фон Фрайзинг † 1279). След измирането на графовете на Велденц през 1259 г. по мъжка линия баща му се нарича граф на Велденц.
Брат му Георг I фон Геролдсек (* 1298; † 1347/сл. 1348) е граф на Велденц, фогт в Шпайергау, и се жени за Агнес фон Лайнинген, сестра на Емих фон Лайнинген († 20 април 1328), епископ на Шпайер (1314 – 1328).
През 1277 г. Валрам е катедрален кустос на Шпайер, ок. 1314 г. става катедрален пропст и домхер в Страсбург и през 1321 – 1327 пробст в Страсбург. През 1328 г. Валрам е избран за епископ на Шпайер. Той е привърженик на Лудвиг Баварски и представя интересите на своите роднини от род Лайнинген. Той никога не е помазан за епископ.
Валрам фон Велденц умира през 1336 г. и по негово желание е погребан пред олтара на доминиканската църква „Св. Лудвиг“ в Шпайер.